# Joaquim Chissano
Joaquim Alberto Chissano (Malehice, Chibuto, 22 de octubre de 1939) es un político que se desempeñó como segundo presidente de Mozambique entre el 6 de noviembre de 1986 y el 2 de febrero de 2005. Se le atribuye la transformación del país devastado por la guerra de Mozambique en una exitosa democracia africana. Después de su presidencia, Chissano se convirtió en un estadista, enviado y diplomático tanto para su país natal como para las Naciones Unidas. Chissano también fue presidente de la Unión Africana de 2003 a 2004.

## Biografía
Luchó por la independencia de su país, vivió en Portugal y más tarde se exilió a Francia y Suecia. 
A partir de 1962 entró a formar parte del partido marxista Frente de Liberación de Mozambique (FRELIMO) y, luego de la independencia del país, fue colaborador de Samora Machel. Tras el fallecimiento de este en un accidente de avión en 1986, fue su sucesor en la presidencia. Durante los primeros años, Chissano llevó una política continuista, con una fuerte relación con la Unión Soviética, aunque también hubo acercamientos al bloque occidental. Con la caída de la URSS y los cambios internacionales sucedidos, en 1990 Chissano promueve el abandono del marxismo y la instauración del multipartidismo en Mozambique. 
En este año se inician las conversaciones de paz con las fuerzas armadas opositoras con quienes se mantenía una cruenta guerra civil desde la independencia del país. El proceso desemboca en 1992 con la firma del Acuerdo de Paz Mozambiqueño en Roma entre el Gobierno Mozambiqueño y la Resistencia Nacional Mozambiqueña (RENAMO), principal grupo armado.
En 1992, Joaquim Chissano aprende la técnica de meditación trascendental. Dos años después, introduce este método en las escuelas militares y policiales: 16 000 soldados y 30 000 civiles aprenden la técnica avanzada del vuelo yóguico. Chissano declaró: "Primero, practiqué la meditación transcendental conmigo mismo, después introduje la práctica en mis familiares, en mi gabinete de ministros, en mis funcionarios de gobierno y en mi ejército. El resultado ha sido la paz política y el equilibrio de la naturaleza en mi país."
En 1994 se celebran las primeras elecciones libres de la historia de Mozambique en las que FRELIMO, con Chissano al frente, consigue la mayoría. En 1995 apoya la entrada de Mozambique en la Commonwealth y es uno de los principales valedores de la creación de la Comunidad de Países de Lengua Portuguesa. 
En 1999 es reelegido presidente y ese mismo año ocupa el cargo de vicepresidente de la Internacional Socialista. En 2003 desempeña las funciones de presidente de turno de la Unión Africana. En 2005 Joaquim Chissano cede la jefatura del Estado a su compañero de partido Armando Guebuza y abandona la política activa después de 18 años.
Chissano es miembro del Club de Madrid.